# Bentley BR1
Der Bentley BR.1 war ein britischer Umlaufmotor für Flugzeuge des Ersten Weltkriegs.  Entwickelt wurde er von Walter Owen Bentley, der schon vor dem Krieg als Konstrukteur von Fahrzeugmotoren erfolgreich war. Der BR.1 wurde in großen Stückzahlen produziert und war einer der Standardmotoren der Sopwith Camel.

## Entwicklung
Eine Reihe von Flugzeugen des Royal Naval Air Service und des Royal Flying Corps, einschließlich der Sopwith Camel waren mit dem in Frankreich entwickelten Clerget 9B mit 130 PS (96 kW) ausgerüstet. Er wurde in Großbritannien in Lizenz nachgebaut, war aber mit Herstellungskosten von £907 vergleichsweise teuer und neigte darüber hinaus zu Ausfällen durch Überhitzung. Die britische Admiralität beauftragte daher den Motorkonstrukteur W. O. Bentley damit, den Motor weiterzuentwickeln.
Bentley löste die Probleme, indem er den Motor mit Aluminium-Kolben und -Zylindern, sowie Laufbuchsen aus Stahl ausstattete. Jeder Zylinder verfügte über jeweils ein unabhängig gesteuertes Ein- und Auslassventil und über eine Doppelzündung. Durch Vergrößerung des Hubes auf 170 mm konnte die Leistung auf 150 PS (110 kW) gesteigert werden. Dennoch reduzierten sich die Kosten für jeden Motor auf £605.
Der Motor, der anfangs als A.R.1 für „Admiralty Rotary“ bekannt wurde, aber später als BR.1 („Bentley Rotary“) bezeichnet wurde, wurde in Serie produziert. Er wurde als Standard-Motorisierung für die Camel in den RNAS-Geschwadern vorgesehen, konnte aber nie in ausreichenden Stückzahlen bereitgestellt werden, um den schwächeren und teureren Clerget zu ersetzen. Daher blieb bei den meisten RFC-Geschwadern auch weiterhin der Clerget im Einsatz. Doch anstatt die Produktion auf den fortschrittlicheren BR.1 umzustellen, wurde die Lizenzfertigung des Clerget fortgesetzt.
Der BR.1 wurde in der Folge zum größeren und leistungsstärkeren BR.2 weiter entwickelt, der unter anderem im Nachfolger der Camel, der Sopwith Snipe verwendet wurde.

## Verwendung
- Sopwith Camel
- Avro 536
- Westland N.1B
- Port Victoria P.V.9

## Technische Daten
| Kenngrößen              | Daten                           |
| ----------------------- | ------------------------------- |
| Hersteller              | Humber Ltd., Coventry           |
| Baujahr                 | 1916–                           |
| Bauart                  | 9-Zylinder-Umlaufmotor          |
| Hubraum (Bohrung × Hub) | 17,3 l (120 mm × 170 mm)        |
| Gemischaufbereitung     | Vergaser                        |
| Schmiersystem           | Gemischschmierung mit Rizinusöl |
| Kühlsystem              | Luftkühlung                     |
| Gewicht                 | 180 kg                          |
| Leistung                | 150 PS (110 kW) bei 1250 min−1  |
| Kraftstoffverbrauch     | 50 l/h                          |
| Ölverbrauch             | 6,8 l/h                         |
| Leistungsgewicht        | 1,2 kg/PS (1,6 kg/kW)           |
| Vorgänger               | Clerget 9B                      |
| Nachfolger              | Bentley BR.2                    |

## Vergleichbare Motoren
- Clerget 9B
- Clerget 9Z
- Gnome Monosoupape 9 Type N
- Le Rhone 9J